# 시편 10편
시편 10편은 열 번째 시편이다. 그리스어 70인역과 라틴 불가타에서는 개별 시편이 아니라 시편 9편의 두 번째 부분인 "Ut quid Domine recessisti"이다. 연속되는 이 두 편의 시편은 하나의 히브리어 곡예시 형식을 취한다. 시편 9편에 비해 시편 10편은 집단적 인간 조건보다 개인에 더 초점을 맞추고 있다.
시편은 유대교, 가톨릭, 루터교, 성공회 및 기타 개신교 전례의 정규 부분을 형성한다.

## 내용
1. 여호와여 어찌하여 멀리 서시며 어찌하여 환난 때에 숨으시나이까
2. 악한 자가 교만하여 가련한 자를 심히 압박하오니 그들이 자기가 베푼 꾀에 빠지게 하소서
3. 악인은 그의 마음의 욕심을 자랑하며 탐욕을 부리는 자는 여호와를 배반하여 멸시하나이다
4. 악인은 그의 교만한 얼굴로 말하기를 여호와께서 이를 감찰하지 아니하신다 하며 그의 모든 사상에 하나님이 없다 하나이다
5. 그의 길은 언제든지 견고하고 주의 심판은 높아서 그에게 미치지 못하오니 그는 그의 모든 대적들을 멸시하며
6. 그의 마음에 이르기를 나는 흔들리지 아니하며 대대로 환난을 당하지 아니하리라 하나이다
7. 그의 입에는 저주와 거짓과 포악이 충만하며 그의 혀 밑에는 잔해와 죄악이 있나이다
8. 그가 마을 구석진 곳에 앉으며 그 은밀한 곳에서 무죄한 자를 죽이며 그의 눈은 가련한 자를 엿보나이다
9. 사자가 자기의 굴에 엎드림 같이 그가 은밀한 곳에 엎드려 가련한 자를 잡으려고 기다리며 자기 그물을 끌어당겨 가련한 자를 잡나이다
10. 그가 구푸려 엎드리니 그의 포악으로 말미암아 가련한 자들이 넘어지나이다
11. 그가 그의 마음에 이르기를 하나님이 잊으셨고 그의 얼굴을 가리셨으니 영원히 보지 아니하시리라 하나이다
12. 여호와여 일어나옵소서 하나님이여 손을 드옵소서 가난한 자들을 잊지 마옵소서
13. 어찌하여 악인이 하나님을 멸시하여 그의 마음에 이르기를 주는 감찰하지 아니하리라 하나이까
14. 주께서는 보셨나이다 주는 재앙과 원한을 감찰하시고 주의 손으로 갚으려 하시오니 외로운 자가 주를 의지하나이다 주는 벌써부터 고아를 도우시는 이시니이다
15. 악인의 팔을 꺾으소서 악한 자의 악을 더 이상 찾아낼 수 없을 때까지 찾으소서
16. 여호와께서는 영원무궁하도록 왕이시니 이방 나라들이 주의 땅에서 멸망하였나이다
17. 여호와여 주는 겸손한 자의 소원을 들으셨사오니 그들의 마음을 준비하시며 귀를 기울여 들으시고
18. 고아와 압제 당하는 자를 위하여 심판하사 세상에 속한 자가 다시는 위협하지 못하게 하시리이다

## 문맥
시편 8편은 창조에서 인간의 특별한 위치를 반영한다. 대조적으로, 시편 9편과 10편은 각각의 마지막 절에서 인류를 더 부정적인 빛으로 설정하는 진술로 끝난다. 시편 9편은 "여호와여 저희를 두렵게 하사 열국으로 자기를 사람인 줄 알게 하옵소서(셀라)"라는 단계로 끝난다. 시편 9:20과 시편 10:18은 시편 10편을 "… 땅이 더 이상 억압하지 않을 것이다." 어떤 이들은 시편 9편의 마지막 단어인 셀라(selah)가 "멈춤"을 의미할 가능성이 있어 두 시편 9편과 10편을 함께 연결할 수 있다고 추측한다.
종합하면 시편 9편과 10편은 히브리어 알파벳으로 된 연속적인 아크로스틱 시편을 구성한다. 70인역과 같은 일부 텍스트는 두 가지를 결합한다. 이것들은 또한 시편 9편이 더 승리하고 10편이 애가라는 점에서 대조를 이룬다.